# Pšata, Domžale
Pšata este o localitate din comuna Domžale, Slovenia, cu o populație de 360 de locuitori.